# ألفرد سي. غروسفينور
ألفرد سي. غروسفينور هو سياسي أمريكي، ولد في 8 سبتمبر 1888، وتوفي في 27 مايو 1953. نشط حزبياً في الحزب الديمقراطي. وقد انتخب عضو جمعية ولاية ويسكونسن ‏.